# كتة شصت آبادان تشهارده (آستانة أشرفية)
کتة شصت آبادان تشهارده (بالفارسية: کته شصت آبادان چهارده) هي قرية تقع في إيران في قسم تشهارده الريفي. يقدر عدد سكانها بـ 387 نسمة .